# Okupniki (Łódź)
Pour les articles homonymes, voir Okupniki.
Okupniki (prononciation [ɔkupˈniki]) est un village de la gmina de Kiełczygłów, du powiat de Pajęczno, dans la voïvodie de Łódź, situé dans le centre de la Pologne.
Il se situe à environ 1 kilomètre au sud de Kiełczygłów (siège de la gmina), 10 kilomètres au nord de Pajęczno (siège du powiat) et 70 kilomètres au sud-ouest de Łódź (capitale de la voïvodie).
Sa population s'élève approximativement à 180 habitants.

## Administration
De 1975 à 1998, le village était attaché administrativement à l'ancienne voïvodie de Sieradz.

Depuis 1999, il fait partie de la nouvelle voïvodie de Łódź.